# Arctia waroi
Arctia waroi là một loài bướm đêm thuộc phân họ Arctiinae, họ Erebidae.